# Марцел (генерал)
Вижте пояснителната страница за други личности с името Марцел.
Марцел (на латински: Marcellus; * Сердика) e римски военачалник (magister militum) през 4 век.
Според историка Амиан Марцелин, Марцел по произход е от Сердика. Служи при император Констанций II и през 356 г. е номиниран за magister equitum в Галия. Там първо му помага генерал Урсицин, а като цезар е поставен императорският роднина Юлиан Апостат.
Когато през края на 356 г. алеманите нападат изненадващо и обсаждат Senonae, зимната квартира на Юлиан, той не отива да му помогне. Констанций II сменя след това Марцел с генерал Север.
През края на 361 г. Юлиян става император, синът на Марцел интригува срещу него и е екзекутиран заради това. Марцел обче не е преследван. Няма сведения за живота му след това.